# Charles F. Voegelin
Charles Frederick „Carl“ Voegelin (oft als C. F. Voegelin zitiert; * 14. Januar 1906 in New York City; † 22. Mai 1986) war ein amerikanischer Linguist und Anthropologe. Er war einer der führenden Experten für Indigene amerikanische Sprachen, insbesondere der Algonkin- und Uto-aztekische Sprachen. Er veröffentlichte zahlreiche einflussreiche Werke über Delawarisch, die Shawnee-Sprache, die Hopi-Sprache und die Tübatulabal-Sprache.

## Geburt und Ausbildung
Voegelin wurde am 14. Januar 1906 in New York City geboren und auf den Namen Charles Frederick Voegelin getauft, wurde aber später als Carl bekannt.
Er schrieb sich an der Stanford University ein und erwarb einen BA in Psychologie, danach reiste er nach Neuseeland, um Māori-Musik zu studieren. Anschließend beschloss er, Anthropologie an der University of California, Berkeley zu studieren, wo er von Alfred Kroeber, Robert Lowie und Melville Jacobs ausgebildet wurde und seine Dissertation über eine Grammatik des Tübatulabal schrieb. Anfangs hatte er große Schwierigkeiten, die phonetischen Unterschiede der Sprache zu hören, aber 1931 ging er mit dem dänischen Linguisten Hans Jørgen Uldall in dieses Feld, der ihm beibrachte, alle phonetischen Kontraste zu erkennen. Seine Kenntnisse der indigenen Sprachen wurden so gut, dass er in der Lage war, mit Leonard Bloomfield auf Ojibwe zu korrespondieren; die Briefe wurden später in der Zeitschrift Anthropological Linguistics übersetzt.

## Karriere
Vogelin absolvierte ein Postdoc-Studium der Linguistik an der Yale University bei Edward Sapir und lehrte anschließend an der DePauw University, bevor er 1941 als erster Professor für Anthropologie an die Indiana University Bloomington wechselte. Während seiner Amtszeit in Indiana leitete er das größte spezialisierte Fremdsprachen-Ausbildungsprogramm der US-Armee. 1944 überredete er die Indiana University, das International Journal of American Linguistics (IJAL) aufzunehmen, dessen Veröffentlichung 1939, kurz vor dem Tod seines ersten Herausgebers Franz Boas, eingestellt worden war. Voegelin war viele Jahre lang Herausgeber des IJAL.
Zu seinen Doktoranden in Indiana zählten Ken Hale und Dell Hymes. Später war er an der University of Hawaiʻi tätig, bevor er als emeritus Professor nach Indiana zurückkehrte.

## Weiteres Leben
Voegelin war zunächst mit der Ethnologin Erminie Wheeler-Voegelin verheiratet, mit der er Feldforschungen durchführte. Später heiratete er die Linguistin Florence M. Voegelin, eine ebenfalls versierte Linguistin. Gemeinsam verfassten sie zahlreiche Publikationen.
Er starb am 22. Mai 1986.

## Ehrungen
Im Jahr 1947 war Voegelin Guggenheim Fellow am Institut für Anthropologie der Indiana University Bloomington.
Im Jahr 1951 wurde er zum Fellow der American Academy of Arts and Sciences ernannt.
Er war 1954 Präsident der Linguistic Society of America.
Im Jahr 1975 arbeiteten mehrere Kollegen und ehemalige Studenten Voegelins an der Festschrift Linguistics and Anthropology: In Honor of C. F. Voegelin mit.
1983 erhielt er die Ehrendoktorwürde (Doctor of Humane Letters) der Indiana University Bloomington sowie einen Distinguished Service Award der American Anthropological Association.
Voegelins gesammelte Schriften werden von der American Philosophical Society aufbewahrt.

## Ausgewählte Publikationen
- Voegelin, Charles F.: Tübatulabal Grammar. In: University of California Publications in American Archaeology and Ethnology. 34. Jahrgang, 1935, S. 55–190.
- Voegelin, Charles F.: Tubatulabal Texts. In: University of California Publications in American Archaeology and Ethnology. 34. Jahrgang, 1935, S. 191–246 (englisch).
- Voegelin, Charles F.: Working Dictionary of Tübatulabal. In: International Journal of American Linguistics. 24. Jahrgang, Nr. 3, 1958, S. 221–228, doi:10.1086/464459.
- Map of North American Indian Languages. American Ethnological Society. 1941. With Florence M. Voegelin.
- Shawnee Phonemes. Language 11: pages 23-37. 1935.
- Voegelin, C.F.: Productive Paradigms in Shawnee, 1936, URL https://books.google.com/books?id=k3TyoAEACAAJ in: Lowie, Robert Harry: Essays in anthropology : presented to A. L. Kroeber in celebration of his sixtieth birthday, June 11, 1936, University of California Press, 1936, URL https://trove.nla.gov.au/work/10793456
- Shawnee Stems and the Jacob P. Dunn Miami Dictionary. Indiana Historical Society Prehistory Research Series 1: pages 63-108, 135-167, 289-323, 345-406, 409-478, 1938–1940.
- Hopi domains: A lexical approach to the problem of selection. Indiana University Publications in Anthropology and Linguistics: Memoir 14. With Florence M. Voegelin. 1957.
- 1959. Guide to transcribing unwritten languages in field work. Anthropological Linguistics 1: pages 1-28. With Florence M. Voegelin. 1962.
- Typological and Comparative Grammar of Uto-Aztecan; I, Phonology. IJAL Memoir no. 17. With Florence M. Voegelin and Ken Hale. 1962.
- Typological and comparative grammar of Uto-Aztecan. IJAL 28(1):210-213. With Florence M. Voegelin.
- O'Grady, Geoffrey N., Voegelin, Carl F., Voegelin, Florence M.: Languages of the world: Indo-Pacific Fascicle Six. In: Anthropological Linguistics. 8. Jahrgang, Nr. 2, 1966, S. 1–197 (englisch).
- Passive transformations form non-transitive bases in Hopi. IJAL 33: pages 276-281. With Florence M. Voegelin. 1967.
- Classification and index of the world's languages. (Foundations of Linguistics series). New York: Elsevier. With Florence M. Voegelin. 1977.